# Хіп-хауз
Хіп-ха́уз (англ. Hip house) — музичний жанр, що поєднує в собі напрямки хіп-хоп та хауз. Виник у 1980-ті роки у Нью-Йорку та Чикаго (США).